# Amat Ronconi
Amat Ronconi (1225 - 8 de maig de 1292) va ser un catòlic italià de l'Orde Franciscà Secular que va voler seguir els passos de Francesc d'Assís. Va viure una vida de penitència i va dedicar-se als pobres construint capelles i hospitals, un hospital dels quals encara funciona a la seva casa de Rímini. Va tenir fama de santedat malgrat les falses acusacions que va rebre d'una cunyada que el van perseguir molts anys. El papa Pius VI el va beatificar el 17 d'abril de 1776 i el papa Francesc el va canonitzar Ronconi el 23 de novembre de 2014 a la plaça de Sant Pere.

## Biografia
Va néixer en una família noble i rica. Va quedar orfe de petit i el va cuidar el seu germà gran Giacomo i va passar la seva infantesa i adolescència creixent a casa del seu germà. Tenia almenys una germana que es deia Chiara.
La cunyada volia que trobés una dona i que es casés, i esperava que ho fes amb la seva germana petita amb l'objectiu de mantenir intacta la seva propietat. Ronconi va decidir fer-se ermità i la cunyada es va enfadar. Li va demanar al seu marit que fes canviar d'opinió el seu germà i aquest, en no aconseguir-ho, va lliurar una part de les terres perquè renunciés a l'herència. Ronconi les va dedicar als pobres, cosa que va enfurismar encara més la seva cunyada. Per venjar-se va difondre rumors sobre unes falses relacions incestuoses amb la seva germana, Chiara. Després d'una investigació es va demostrar la falsedat de les acusacions.
Va dedicar la seva vida a atendre les necessitats dels pobres i ajudar els pelegrins i, en fer-ho, va deixar totes les seves possessions que va transmetre a la gent pobra de la zona. Es va incorporar a l'Orde Franciscà Seglar i va adoptar una vida d'ermita per seguir l'exemple de Francesc d'Assís. Més tard va sortir de la seva ermita i va construir diverses capelles i refugis per als pelegrins; alguns d'aquests llocs encara existeixen actualment, incloent un hospital a Rimini. També va fer quatre pelegrinatges a Espanya a Santiago de Compostel·la. Va fer aquests pelegrinatges per créixer en santedat personal i visitar la tomba de l'apòstol Jaume.
Va intentar fer un cinquè pelegrinatge a Santiago de Compostel·la, però un àngel se li va aparèixer i li va dir que no ho aconseguiria perquè aviat moriria, de manera que havia de tornar a casa seva. En tornar es va aturar al convent benedictí de San Giuliano a Rimini, on va donar la resta de les seves possessions el 10 de gener de 1292. Ronconi va morir el 1292. Les seves restes es troben a l'església de San Biagio, a la seva ciutat natal, Saledecio, després de ser traslladades el maig de 1330 perquè el primer lloc on fou enterrat va ser arrasat a causa d'un incendi.

## Canonització
Pius VI el va beatificar el 17 d'abril de 1776 mentre renunciava al requisit de dos miracles atribuïts a la seva intercessió. La causa es va reobrir molt de temps després, quan la postulació va enviar el dossier a la Congregació per a les Causes dels Sants de Roma el 2010, on aquesta última va fer que els historiadors discutissin i aprovessin la causa el 27 d'abril de 2010. Els teòlegs van aprovar la causa l'11 de gener de 2013, igual que el Vaticà el 24 de setembre de 2013.
El Papa Francesc va confirmar la seva vida d'heroica virtut el 9 d'octubre de 2013, cosa que permetria la seva canonització alhora que li donava el títol de Venerable. El miracle en qüestió va ser investigat i va rebre la validació del Vaticà el 25 de març de 1994; un consell mèdic ho va aprovar més tard el 5 de desembre de 2013, igual que els teòlegs el 4 de febrer de 2014 i el Vaticà el 15 d'abril de 2014. Francesc va aprovar el miracle necessari per al sant el 15 d'abril de 2014 i va canonitzar Ronconi el 23 de novembre de 2014 a la plaça de Sant Pere.